# Maurice Servais
Pour les articles homonymes, voir Servais.
Maurice Ferdinand Joseph Servais, né le 22 septembre 1883 à Thon et décédé à Aix-la-Chapelle le 24 août 1961 fut un homme politique belge catholique.
Servais fut maître-imprimeur ; il fut président de l'Union des Classes moyennes de Namur (1929-1958).
Il fut élu conseiller communal (1926-) puis échevin (1932-) de Namur ; conseiller provincial de la province de Namur (1921-36) ; sénateur de l'arrondissement de Namur-Dinant-Philippeville (1936-46), ensuite sénateur provincial (1946-58).
Maurice Servais est à l'origine de la destruction en 1933 de la rue Bord de l'Eau et de la rue des Moulins, afin de « permettre une liaison facile entre Salzinnes et la rue Notre-Dame et assainir ce quartier populaire où il existe tant de taudis. ». Le 1er mars 1934, il plaide pour la destruction de la rue du Grognon et la rue Saint-Hilaire. Cela ne sera fait qu'après sa mort, en 1968.